# Bezirk Calobre
Calobre ist ein Bezirk (distrito) der Provinz Veraguas in Panama. Die Einwohnerzahl betrug laut Volkszählung 2023 11.666.
Dieser Bezirk wird von der Mittelgebirgskette durchzogen, die fast die gesamte Landenge von Ost nach West durchquert, weshalb es eine große Vielfalt an Klima und Vegetation aufweisen muss.

## Gliederung
Der Bezirk Calobre ist administrativ in folgende Corregimientos unterteilt:
- Calobre (Hauptstadt)
- Barnizal
- Chitra
- El Cocla
- El Potrero
- La Laguna
- La Raya de Calobre
- La Tetilla
- La Yeguada
- Las Guías
- Monjarás
- San José